# محوطه سنقر کلایه
محوطه سنقر کلایه مربوط به پیش از اسلام است و در شهرستان طالقان، روستای فشندک واقع شده و این اثر در تاریخ ۱۲ بهمن ۱۳۸۱ با شمارهٔ ثبت ۷۰۷۴ به‌عنوان یکی از آثار ملی ایران به ثبت رسیده است.